# Royère-de-Vassivière
Royère-de-Vassivière este o comună în departamentul Creuse din centrul Franței. În 2009 avea o populație de 563 de locuitori.

## Evoluția populației
| An        | 1975 | 1982 | 1990 | 1999 | 2006 | 2009 |
| --------- | ---- | ---- | ---- | ---- | ---- | ---- |
| Populație | 744  | 782  | 670  | 636  | 576  | 563  |